# تپه قلعه شماره (۱)
تپه قلعه شماره (۱) مربوط به اواخر است و در شهرستان قزوین، بخش مرکزی، روستای الولک واقع شده و این اثر در تاریخ ۲۵ اسفند ۱۳۸۰ با شمارهٔ ثبت ۵۶۱۱ به‌عنوان یکی از آثار ملی ایران به ثبت رسیده است.